# (3202) Graff
(3202) Graff (A908 AA) – planetoida z pasa głównego asteroid okrążająca Słońce w ciągu 7,81 lat w średniej odległości 3,94 au. Odkryta 3 stycznia 1908 roku.